# Yoshi's Safari
 (février 2024).
Si vous disposez d'ouvrages ou d'articles de référence ou si vous connaissez des sites web de qualité traitant du thème abordé ici, merci de compléter l'article en donnant les références utiles à sa vérifiabilité et en les liant à la section « Notes et références ».
Yoshi's Safari, connu au Japon sous le titre Yoshi no Road Hunting, est un jeu vidéo de tir au pistolet sorti en 1993 sur Super Nintendo et se jouant à l'aide du Super Scope de Nintendo.

## Système de jeu
Le principe du jeu est de supprimer les ennemis en leur tirant dessus tout en chevauchant Yoshi en vue FPS.
Le jeu possède un mode multijoueur via l'utilisation d'une manette standard servant à ce qu'un second joueur déplace le Yoshi vers la droite ou la gauche et effectue les sauts. Cependant, les mouvements sont très limités.